# Nell Shipman
Nell Shipman, nata Helen Foster-Barham (Victoria, 25 ottobre 1892 – Cabazon, 23 gennaio 1970), è stata un'attrice, sceneggiatrice, regista e produttrice cinematografica canadese.
Pioniera del cinema muto canadese, fu anche scrittrice e addestratrice di animali. In collaborazione con il marito produttore cinematografico, Ernest Shipman, fu autrice del film muto più importante nella storia del cinema muto canadese, dal titolo Back to God's Country del 1919 nel quale recitò una delle prime scene di nudo della storia del cinema.
Nata nella Columbia Britannica, la sua famiglia si trasferì a Seattle quando aveva appena tredici anni. Prima di entrare nel mondo del cinema fu attrice teatrale per diverse compagnie.

## Filmografia

### Attrice
- The Ball of Yarn, regia di Norval MacGregor -cortometraggio (1916)
- God's Country and the Woman, regia di Rollin S. Sturgeon (1916)
- The Melody of Love, regia di J. Warren Kerrigan (1916)
- The Fires of Conscience, regia di Oscar Apfel (1916)
- Through the Wall, regia di Rollin S. Sturgeon (1916)
- The Mystery of Lake Lethe, regia di Rollin S. Sturgeon (1917)
- The Black Wolf, regia di Frank Reicher (1917)
- The Wild Strain
- Cavanaugh of the Forest Rangers, regia di William Wolbert (1918)
- The Home Trail
- The Girl from Beyond
- Baree, Son of Kazan, regia di David Smith (1918)
- A Gentleman's Agreement, regia di David Smith (1918)
- Il ritorno al paradiso terrestre (Back to God's Country), regia di David Hartford (1919)
- Toad Allen's Elopement
- The Washerwoman's War
- The Trials of Texas Thompson
- Something New, regia di Nell Shipman e Bert Van Tuyle (1920)
- A Bear, a Boy and a Dog
- The Girl from God's Country
- The Grub Stake
- Trail of the North Wind
- The Light on Lookout Mountain
- Wolf's Brush
- White Water
- Day Dreams

### Sceneggiatrice
- One Hundred Years of Mormonism, regia di Norval MacGregor (1913)
- Outwitted by Billy, regia di Edward LeSaint - cortometraggio (1913)
- The Ball of Yarn, regia di Norval MacGregor - cortometraggio (1913)
- The Shepherd of the Southern Cross, regia di Alexander Butler (1914)
- Under the Crescent, regia di Burton L. King (1915)
- The Pine's Revenge, regia di Joseph De Grasse - cortometraggio (1915)
- The Widow's Secret, regia di J. Warren Kerrigan - cortometraggio (1915)
- Son o' the Stars, regia di Jacques Jaccard - cortometraggio (1916)
- The Melody of Love, regia di J. Warren Kerrigan - cortometraggio (1916)
- Paladino (My Fighting Gentleman), regia di Edward Sloman - storia (1917)
- Il ritorno al paradiso terrestre (Back to God's Country), regia di David Hartford (1919)
- Something New, regia di Nell Shipman e Bert Van Tuyle (1920)
- A Bear, a Boy and a Dog, regia di Bert Van Tuyle - cortometraggio (1921)
- The Girl from God's Country, regia di Nell Shipman, Bert Van Tuyle (1921)
- The Grub Stake, regia di Nell Shipman, Bert Van Tuyle (1923)
- Trail of the North Wind, regia di Nell Shipman, Bert Van Tuyle - cortometraggio (1924)
- White Water, regia di Bert Van Tuyle, Nell Shipman - cortometraggio (1926)
- Ali nel buio (Wings in the Dark), regia di James Flood (1935)

### Produttrice
- Something New, regia di Nell Shipman e Bert Van Tuyle (1920)
- A Bear, a Boy and a Dog
- The Grub Stake
- Trail of the North Wind
- The Light on Lookout Mountain
- Wolf's Brush
- White Water
- Day Dreams
- The Story of Mr. Hobbs

### Regista
- Something New, co-regia di Bert Van Tuyle (1920)
- The Girl from God's Country
- The Grub Stake
- Trail of the North Wind
- The Light on Lookout Mountain
- White Water